# Thomas Deniaud
Thomas Deniaud est un joueur de football français né à Nantes le 31 août 1971. Il évolue au poste d'attaquant.

## Biographie
Cantonné à un rôle de remplaçant au sein de l'AJ Auxerre, où il ne dispute que 12 rencontres en quatre saisons sous la houlette de Guy Roux, le principal fait d'armes de Thomas Deniaud est un doublé inscrit face aux Glasgow Rangers à l'Ibrox Stadium en Ligue des Champions le 25 septembre 1996 pour une victoire 2-1.

## Carrière
- avant 1989 :  Mauves sur Loire
- 1989-1990 :  Thouaré sur Loire (Division d'Honneur)
- 1990-1991 :  Ancenis (National)
- 1991-1994 :  AJ Auxerre (Division 1)
- 1994-1995 :  SCO Angers (Division 2)
- 1995-déc. 1996 :  AJ Auxerre (Division 1)
- janv.-juin 1997 :  SCO Angers (Division 2)
- 1997-1999 :  AJ Auxerre (Division 1)
- 1999-2002 :  Le Havre AC (Division 1 puis Division 2)
- 2002-2004 :  Clermont Foot (Division 2)
- 2004-2005 :  US Jeanne d'Arc Carquefou (CFA)
- 2005-2008 :  AS Yzeure (CFA puis National puis CFA)
- 2008-2009 :  RC Vichy (Division d'Honneur Auvergne)
- 2009-2010 :  AS Monts (Promotion d'Honneur)
- 2010-2011 :  AS Monts (Promotion d'Honneur)
- 2011-2012 :  AS Monts (Division d'Honneur Régionale)
- 2012-2017 :  AS Medicale Plus[2]

## Palmarès

### En club
- Champion de France en 1996 avec l'AJ Auxerre
- Vainqueur de la Coupe Intertoto en 1997 avec l'AJ Auxerre
- Vainqueur du Challenge des Pronos en 2013

### EnÉquipe de Bretagne
- 1 sélection le 2 janvier 2000 (Tournoi Ouest Indoor)

## Statistiques
Liste des matchs joués par Thomas Deniaud :
- 96 matchs et 17 buts en Division 1/Ligue 1
- 189 matchs et 54 buts en Division 2/Ligue 2
- 27 matchs et 6 buts en National
- 2 matchs et 3 buts en Ligue des Champions
- 4 matchs et 1 but en Coupe de l'UEFA
- 5 matchs en Coupe Intertoto